# Mosaico de la Orden Trinitaria

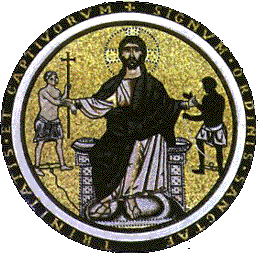
Mosaico de la Orden Trinitaria.

El mosaico de la Orden Trinitaria, conocido como Signum Ordinis Sanctae Trinitatis, es una obra original del maestro Jacobo Cosmedi, musivario romano de comienzos del siglo XIII, que fue terminada el año 1210. Se conserva en perfecto estado en la fachada de Santo Tomás in Formis, en Roma, en la que fuera primera Casa de la Santísima Trinidad.

## Historia y realización
El Mosaico fue encargado a Jacobo Cosmedi por San Juan de Mata, fundador de la Orden de la Santísima Trinidad, a comienzos del siglo XIII para ser colocado en la fachada de la Casa que el papa Inocencio III le había regalado en Roma, en el monte Celio, cerca de la basílica de San Juan de Letrán. Juan de Mata quería reflejar de un modo sencillo pero directo la visión que tuvo el 28 de enero de 1193, mientras celebraba su Primera Misa en la Catedral de París. Entonces, cuando aún buscaba la voluntad de Dios, tuvo la visión de Cristo en actitud de liberar a dos cautivos, uno cristiano y otro musulmán. Posteriormente Juan de Mata se retiró a meditar al desierto de Cerfroid, cerca de París, donde encontró un grupo de ermitaños bajo la guía de San Félix de Valois. Se le unieron y formaron la Orden de la Santísima Trinidad y de los Cautivos, que en 1198 recibió la aprobación de Inocencio III en Roma.
Según las crónicas antiguas de la Orden, el papa Inocencio III quedó maravillado de la visión que Juan de Mata había recibido, inspiradora de su misión redentora, pero andaba poco proclive a permitir nuevas órdenes religiosas. Cuando Juan de Mata se retiró de su presencia, mientras celebraba la Misa en su capilla privada, Inocencio III tuvo la misma visión. Mandó llamar a Juan de Mata y le garantizó estudiar detenidamente el proyecto que le había presentado procedente de la raíz de la caridad.

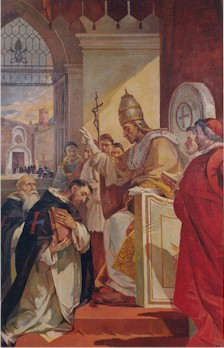
Inocencio III aprueba la Orden Trinitaria. Al fondo la Casa de Santo Tomás in Formis.

Con la bula Inter cetera beneficia, del 12 de julio de 1209, Inocencio III, después de expresar su satisfacción al constatar que el Señor ha incrementado los brotes de la nueva Orden de un mar a otro, concede a perpetuidad a la misma el hospital y la iglesia de Santo Tomás in Formis en Roma, en el Monte Celio, con todas sus dependencias y posesiones que enumera detalladamente. En la fachada del Hospital para peregrinos y cautivos es donde se colocó el Mosaico en 1210, tres años más tarde, el 17 de diciembre de 1213, Juan de Mata murió en esta misma Domus Trinitatis.
En 1378 el papa Urbano VI se apropió de nuevo de Santo Tomás in Formis debido a que el ministro General de la Orden de la Santísima Trinidad, Fr. Juan de la Marche, se sometió a la obediencia del papa de Aviñón Clemente VII. Desde entonces el lugar que ocupa el Mosaico es propiedad del Cabildo de San Pedro. La Orden Trinitaria sólo posee un pequeño espacio junto a la que fue su primera Casa en Roma, un torreón en el que, según la tradición, murió San Juan de Mata.
Juan de Mata siempre consideró el Mosaico como un resumen del carisma de la Orden de la Santísima Trinidad y por eso mandó que apareciese en todos los sellos de los Ministros mayores y locales. Así ha sido hasta el día de hoy. El hecho de que Juan de Mata colocara este Mosaico a tan pocos metros de la Basílica de San Juan de Letrán, residencia del Papa durante muchos siglos, y en plena época de la cruzada, supone todo un atrevimiento que nos sugiere la importancia que para él tenía este símbolo y su relación intrínseca con la misión de la Orden Trinitaria. Actualmente los trinitarios de todo el mundo siguen considerando este Mosaico un signo evidente del carisma trinitario, presentado de modos más modernos es aún visible en todos los documentos oficiales y lugares en que se encuentre la presencia de la Orden.

## La obra
De forma circular, el medallón está rodeado por la inscripción Signum Ordinis Sanctae Trinitatis et Captivorum.
- Signum: Entre los posibles significados de esta palabra, el que más nos conviene es el que indica imagen que transmite un mensaje; sello de la Orden.
- Ordinis: A finales del siglo XII esta palabra expresaba la idea de una disciplina de vida consagrada, profesada por un grupo de hombres o mujeres, en función de un mismo fin, de una misión. En nuestro caso se trata de una familia religiosa, religiosos, religiosas y laicos, que se dedican a la obra de la redención, regida por la Regla propia del fundador Juan de Mata.
- Sanctae Trinitatis: De la Santa Trinidad. En el proyecto de vida evangélica, la Santa Trinidad es el origen, la inspiración, el modelo y la meta. El misterio trinitario está presente como misterio de comunión y de caridad redentora. La Trinidad Redentora es la inspiradora de este nuevo modelo de vida iniciado por Juan de Mata. A través de Cristo vemos al Padre, este es el signo de la misericordia de Dios.
- Captivorum: La misión de la Orden Trinitaria son los cautivos, su actividad es redentora, pues se funda y se extiende para acercarse a los hombres y mujeres que sufren cautividad. En esta época la cautividad es eminentemente por motivos religiosos, tanto en los cristianos como en los musulmanes.

En el centro del Mosaico encontramos tres figuras:
- Cristo Pantócrator, en estilo bizantino, pero no estático sino en movimiento, expresado por sus brazos abiertos que se extienden hacia las otras figuras del conjunto, las toma de su mano en actitud de liberación. La túnica es roja y el manto es azul, lo que significa la divinidad revestida de humanidad, aludiendo a la apariencia humana de Cristo.
- Cautivo cristiano. Se reconoce su afiliación religiosa en que sostiene con su mano izquierda un estandarte que culmina en una cruz roja y azul. La mano derecha la tiene tomada por Cristo y está en posición de respeto y humildad. En los pies tiene unas cadenas que le atan a la base sobre la que se asienta el Pantócrator.
- Cautivo musulmán. Se entiende ser musulmán el hecho de que en el siglo XIII así eran considerados los que no fueran cristianos. Es de piel negra, su mano izquierda está sujeta por la de Cristo, pero en posición de rechazo (hacia arriba, en lugar de hacia abajo como la del otro cautivo), y su mano derecha sujeta el extremo de la cadena que le aprisiona los pies.

La teología subyacente a esta imagen nos habla de la liberación ejercida por Cristo, que llega a todos, crean o no en Él, y que se convierte en la misión de los trinitarios, la nueva Orden fundada por Juan de Mata que realizará la misma labor que Cristo, intercambiar a los cautivos para dar a todos la libertad.
Durante el barroco, por cuestiones meramente teológicas, que no admitían fácilmente una teofanía en la visión de Juan de Mata, la imaginería sustituyó a Cristo Redentor por un ángel, y así puede encontrarse en muchas de las representaciones de la inspiración de la Orden o de la Primera Misa de Juan de Mata.